# رویمان هرناندز
رویمان هرناندز (انگلیسی: Ruymán Hernández؛ زادهٔ ۱۵ اکتبر ۱۹۸۶) بازیکن فوتبال اهل اسپانیا است.
از باشگاه‌هایی که در آن بازی کرده‌است می‌توان به باشگاه فوتبال رکریتیوو اوئلوا، باشگاه فوتبال لاس پالماس، و باشگاه فوتبال راسینگ سانتاندر اشاره کرد.